# Sân bay quốc tế Victoria
Sân bay quốc tế Victoria (mã sân bay IATA: YYJ, mã sân bay ICAO: CYYJ) là một sân bay quốc tế phục vụ thành phố Victoria, bang British Columbia, Canada.
Sân bay có nằm cách 22 km về phía tây bắc của thành phố, ở Bắc Saanich, khá gần với thị trấn của Sidney trên bán đảo Saanich. Sân bay này được điều hành bởi Cơ quan sân bay Victoria.
Giống như hầu hết các sân bay được điều hành bởi chính quyền địa phương ở Canada, sân bay quốc tế Victoria thu phí cải thiện sân bay đối với mỗi hành khách đi.
Sân bay này được xếp loại như một sân bay nhập cảnh NAV CANADA và đội ngũ nhân viên của Cơ quan Dịch vụ biên giới Canada. CBSA sĩ quan tại sân bay này hiện có thể xử lý thủ tục cho khách đi mỗi chuyến bay không nhiều hơn 450 hành khách, khi dỡ xuống từ máy bay trong các giai đoạn, hoặc bình thường 150 lượt khách.
Trong năm 2010, YYJ đã phục vụ 1.514.713 lượt hành khách và đã có 144.255 lượt chuyến bay, điều này làm cho nó trở thành một trong những sân bay bận rộn nhất của Canada tính theo số lượt hành khách. Và là sân bay bận rộn nhất thứ hai của bang British Columbia về hành khách, và thứ ba về số lượt chuyến bay.